# Vera Baltz
Vera Aleksándrovna Balts (en ruso Вера Александровна Бальц; Volkovitsy, distrito de Peterhof, provincia de San Petersburgo, 3 de agosto de 1866 -  Syktyvkar, 8 de julio de 1943) fue una geóloga y geógrafa rusa, una de las primeras científicas del suelo en Rusia.

## Biografía
Nacida en Volkovitsy en una familia noble, hija del militar Alexander Fedorovich Baltsb (1841-1899) y Sofia Eduardovna Baggovut (1851 - ca. 1916).

### Educación
En 1882 se graduó del Gimnasio femenino Aleksandrovskaya de San Petersburgo con una medalla de oro. Sabía alemán, francés e inglés.
En 1894, la familia se trasladó a Varsovia, al lugar de servicio de su padre.
Entre 1904 y 1908 estudió en los cursos superiores agrícolas de Stebutov para mujeres en San Petersburgo.

### Trabajo científico
Entre 1908 y 1915 impartió clases prácticas de mineralogía, geología y ciencias del suelo y prácticas de capacitación de verano en los cursos superiores de agricultura para mujeres de Stebutov en San Petersburgo. En 1912, hizo un informe para el Congreso de toda Rusia sobre educación de la mujer.
Desde 1912 trabajó en el Comité de Suelos Dokucháyev bajo la dirección de Konstantin Glinka sobre la organización del Museo Central del Suelo Dokucháyev.
En 1915 impartió un curso de ciencias del suelo en los cursos vespertinos de agronomía de la Sociedad de Universidades Populares.
A partir de 1918 trabajó en el Instituto Agronómico de Petrogrado y más tarde en el Instituto Agrícola de Leningrado.
Desde 1923 trabajó en la investigación de suelos para la construcción de suelos y carreteras. Métodos desarrollados para estudiar el perfil del suelo y la carretera.
Desde 1925 fue investigadora en el Departamento de Suelos de la Comisión para el Estudio de las Fuerzas Productivas Naturales de Rusia en la Academia de Ciencias de Rusia, que luego se reorganizó en el Instituto de Suelos. Trabajó en expediciones en la región de Riazán y el Lejano Oriente (en la región de Zeisko-Bureinsky).
Gracias a sus conocimientos de ciencias del suelo y lenguas extranjeras, participó en el primer y segundo Congresos Internacionales de Científicos del Suelo en 1927 (EE.UU.) y 1930 (Moscú y Leningrado).
Al mismo tiempo, trabajó como asistente del académico Konstantín Glinka y más tarde el académico Konstantín Guedroits en el Instituto de Agricultura Socialista de Leningrado, y luego impartió de forma independiente un curso de ciencia del suelo allí.
En 1928, participó en la investigación del valle del río Sal, en trabajos geológicos de suelos con una descripción detallada de la región de Leningrado en expediciones de botánica de suelos y en las estaciones agronómicas de suelos de taiga de la región de Amur. Ella compiló bocetos de suelos en las áreas adyacentes a Manchuria.

### Represión
El 25 de diciembre de 1930 es arrestada en un caso colectivo, acusada de actividades organizativas contrarrevolucionarias (artículo 58, párrafo 11 del Código Penal de la RSFSR). Representantes del Departamento Especial de la OGPU en la LVO exigían su ejecución.
El 15 de enero de 1931 fue condenada por un decreto de la troika de la OGPU a un campo de concentración durante 5 años. Fue enviada al campo de propósito especial Solovetski «ciudad de SLAG» (campos de Solovetski) y trabajó allí como científica del suelo.
En febrero de 1933 fue liberada del campo antes de lo previsto debido a la edad, con la restricción de vivir sin apego.
El 19 de julio de 1989 fue indultada.

### Últimos años de vida
Se instaló en Arjánguelsk con su sobrina, Leontina Arturovna, y el esposo de esta, Ismail Syddykovich Khantimer, quien también fue reprimido y deportado de Leningrado.
En Arjánguelsk trabajó como científica del suelo en el sector de investigación de la Administración del Norte.
Participó en el trabajo de la Base Norte de la Academia de Ciencias de la URSS para el estudio de la tundra y las turberas cerca de Arjánguelsk.
En septiembre de 1941, fue evacuada de la Base Norte de la Academia de Ciencias de la URSS junto con la familia Khantimer a la ciudad de Syktyvkar, a causa de la Gran Guerra Patria.
Murió de inanición el 8 de julio de 1943 en la ciudad de Syktyvkar. Fue enterrada en el cementerio de la ciudad de Syktyvkar (la tumba está perdida).

## Membresía en organizaciones
- 1913 - Comité de suelos Dokuchaevsky. Conservadora de la colección del Museo Pedológico.[9]
- 1916 - Sociedad Geográfica Imperial Rusa.

## Trabajos
Antes de su arresto en 1930 escribió variados trabajos científicos, entre ellos:
- Balts V. (1907) Почвенный очерк окрестностей с. Песочни Рязанской губ [Bosquejo del suelo de los alrededores con. Arenas de los labios de Ryazan]. Почвоведение [Ciencia del suelo]. 1907. n.º 1. pág. 89-93.
- Balts V. (1925) Что дает наука сельскому хозяйству? [¿Qué aporta la ciencia a la agricultura?]. Попул [Popul].
- Balts V. (1926) Биология в отрывках из произведений известных натуралисто [Biología en extractos de las obras de famosos naturalistas].